# ハンス・リヒター＝ハーザー
ハンス・リヒター＝ハーザー（Hans Richter-Haaser, 1912年1月6日 - 1980年12月13日）は、ドイツのピアノ奏者。
ドレスデンの生まれ。地元の音楽院でハンス・シュナイダーに師事。1928年から演奏活動を開始し、1930年にはベヒシュタイン賞を受賞した。
第二次世界大戦中からデトモルトに移り住み、1945年から1947年までデトモルト交響楽団の音楽監督を務めた。1946年から1962年まで北西ドイツ音楽院でピアノを教え、1955年から同院院長の座にあった。1959年にはアメリカ・デビューを果たし、1963年にはザルツブルク音楽祭にも出演した。
ブラウンシュヴァイクで演奏中に急逝。